# Trimezia fosteriana
Trimezia fosteriana Steyerm., popularmente conhecida pelo nome íris-amarela ou pseudo-íris, é uma espécie vegetal pertencente à família Iridaceae. Pelo aspecto vistoso de suas folhas e suas exuberantes e delicadas flores amarelas, é uma espécie muito utilizada na ornamentação urbana e na jardinagem. Esta espécie é notavelmente confundida com Neomarica longifolia, pela semelhança entre suas flores amarelas. Entretanto o gênero Neomarica é distinto de Trimezia pela presença de um escapo foliáceo.

## Distribuição
Esta espécie é originária da Venezuela e do Caribe. Entretanto, é cultivada em diversos países do mundo, pois tolera bem o frio, apesar de ser de uma região tropical.